# THRILL SHOW
『THRILL SHOW』（スリル・ショー）は、LANCE OF THRILLの1枚目のアルバム。

## 内容
全曲の英語詞をBOB DYERが担当したデビュー作品だが、本作には表記していないトラック9はタイトルが存在しないものの、横関敦によるギター演奏で行ったインストを収録している。但し、JASRACでは「S.E.」と登録している。

## 批評
CDジャーナルは「音の方は今流行のグランジとヘヴィ・ロック。楽曲と演奏レベルがやたらと高いアルバム」と評した。

## 収録曲
全曲　作詞：BOB DYER(#9を除く)　編曲：LANCE OF THRILL
1. THE LAST LIE
作曲：戸城憲夫
2. ONE MORE SLICE
作曲：土橋宗一郎・戸城憲夫
3. DEMOCRACY
作曲：戸城憲夫
4. GREEDY HOUNSE
作曲：LANCE OF THRILL
5. SISTER
作曲：戸城憲夫
6. GREEN FOR GREEN
作曲：戸城憲夫
7. PALE RIDER
作曲：土橋宗一郎・横関敦
8. TOYS (IN MY MIND)
作曲：戸城憲夫
9. タイトル無し（インスト）
作曲：横関敦
10. PROWLER
作曲：戸城憲夫
11. I DON'T KNOW
作曲：新美俊宏
12. EYES
作曲：戸城憲夫